# 애버딘사우스 (영국 의회 선거구)
애버딘사우스 (Aberdeen South)는 스코틀랜드 북부 로우랜드 지방의 애버딘시 남부를 차지하는 영국 하원의 선거구이다.
1885년 총선에서 처음 신설되었으나 이후로 지역구의 경계 변경을 수차례 거쳤다. 1999년부터 2011년까지 이 선거구의 경계를 그대로 따라서 만들어진 스코틀랜드 의회의 애버딘사우스홀리우드 선거구가 있었으나, 2011년 스코틀랜드 의회 선거부터 폐지되고 애버딘사우스 노스킨커딘으로 대체되었다.

## 지역구 정보

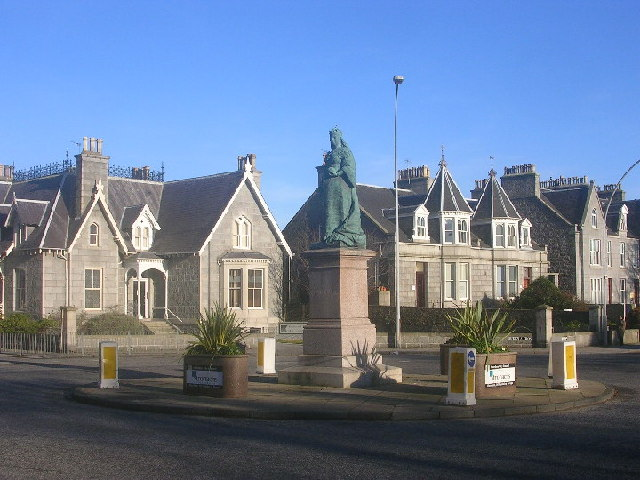
애버딘시의 퀸스크로스 지역

애버딘사우스는 애버딘 시의회가 관할하는 애버딘시 남부의 교외 지역을 포괄하고 있다. 애버딘시에서도 부유층이 거주하는 도시 지역과 더불어 웨스트엔드와 블리드사이드, 컬츠, 밀팀버, 피터컬터 등의 근교 지역도 여기에 속한다. 2003년 기준으로 스코틀랜드에서 가장 부유한 지역으로 조사된 브룸힐, 러비슬로, 퀸스크로스도 여기에 속한다.
남동쪽으로 디강 (River Dee)을 건너 코브베이 교외지역, 토리와 킨코스 등의 지역도 포괄하는데 이 지역의 소득은 상술한 도심지역보다는 낮은 편이다.

## 경계

### 현 선거구
스코틀랜드 구획위원회의 제5차 선거구 심의 결과에 따라 2005년 총선부터 새로운 경계가 처음 적용되어 지금까지 이어지고 있다. 애버딘사우스는 애버딘 시의회 관할지역 내에 있으며 해당 애버딘 의회지역과 애버딘셔 의회지역에 설치된 5개 선거구 중 하나다.
애버딘사우스의 남쪽과 서쪽에는 애버딘셔에 속한 웨스트애버딘셔 킨카딘 선거구와 맞닿고 있으며, 북쪽은 같은 애버딘시 내에 있는 애버딘노스 선거구와 접한다. 그보다 더 북쪽에는 애버딘시 일부와 애버딘셔 교외 지역을 관할하는 고든 선거구가, 그 위에는 애버딘셔에 속하는 밴프 뷰컨 선거구가 있다.

### 옛 선거구

#### 1885년 ~ 1918년
1832년부터 1885년까지 애버딘 선거구가 단독 설치되었다. 그 전에는 당시 애버딘버러가 통째로 애버딘버러 선거구로 속했다.
1885년 의석 재분배법 제정으로 애버딘 선거구를 둘로 갈라 애버딘사우스 선거구가 처음으로 신설, 1885년 총선부터 적용되었다. 이는 애버딘노스 지역구와 동일하다. 당시 애버딘사우스는 세인트니컬라스, 로즈마운트, 루비즐로, 페리힐 자치구와 제9 의회투표구역으로 구성되었다. 애버딘주의 나머지 지역은 이스턴애버딘셔, 웨스턴애버딘셔 주급선거구로 들어갔다.
1886년 총선, 1892년 총선, 1895년 총선, 1900년 총선, 1906년 총선, 1910년 1월 총선, 1910년 12월 총선에서도 같은 관할구역으로 적용되었다.

#### 1918년 ~ 1950년
1918년 국민대표법 제정으로 영국 전역의 선거구 개편이 이뤄짐에 따라 애버딘사우스의 선거구 경계도 조정이 이뤄졌다. 이 때 처음으로 애버딘 시의회가 출범하면서 스코틀랜드의 4개 도시주 중 하나인 애버딘시 (City of Aberdeen)가 출범하였다. 이 애버딘시를 포괄하는 두 개의 선거구가 바로 애버딘노스와 애버딘사우스였다.
새로운 경계에 따른 지역구는 1918년 총선부터 적용되었으며, 당시 애버딘 사우스의 관할지역은 페리힐, 로즈마운트, 루비즐로, 러스리스턴, 세인트니컬라스 지구로 구성됐다. 애버딘시를 제외한 애버딘주에는 애버딘 킨카딘이스트, 센트럴애버딘셔, 킨카딘 웨스트애버딘셔 지역구가 설치됐다. 이 중 이스트애버딘셔와 웨스트애버딘셔는 애버딘주 내에 완전히 속해 있었다. 반면 킨커딘 웨스트애버딘셔 지역구는 킨카딘주 (몬트로즈버러에 속한 인버버비버러 제외)에 속했고 애버딘주의 일부 지역이 조금 속해있을 뿐이었다.
1922년, 1923년, 1924년, 1929년, 1931년, 1935년, 1945년 총선에서도 같은 관할구역으로 적용되었다.

#### 1950년 ~ 1955년
1950년 총선을 앞두고 1949년 서민원 (의석재분배)법이 제정되면서 선거구 개편이 이뤄졌다. 애버딘사우스는 페리힐, 홀번, 로즈마운트, 루비즐로, 러스리스턴, 토리를 관할지역으로 삼게 되었다. 다만 애버딘시에 2개 지역구를 둔다는 큰 틀은 변함이 없었으며, 두 선거구는 애버딘시 내에 완전히 속해 있었다.
같은 시기 애버딘주는 이스트애버딘셔, 웨스트애버딘셔 지역구로 재편되었으며, 이 두 선거구 역시 애버딘주만 관할지역으로 삼았다.
1951년 총선에서도 같은 관할구역으로 적용되었다.

#### 1955년 ~ 1983년
1955년 총선 당시 지역구 경계심의 과정에서 애버딘의 일부 시가지 확장이 반영됐다. 그러나 투표지구상으로는 변함이 없어 이때도 동일한 지역(페리힐, 홀번, 로즈마운트, 루비즐로, 러스리스턴, 토리)이 애버딘사우스에 속하는 것으로 결정됐다. 1959년 총선, 1964년 총선, 1966년 총선, 1970년 총선, 1974년 2월 총선, 1974년 10월 총선에서도 유지됐다.
1973년 지방정부 (스코틀랜드)법 제정에 따라 1975년을 기해 스코틀랜드 전역의 카운티가 폐지되고 9개 지역으로 통합하는 행정구역 개편이 실시되었다. 애버딘시는 기존의 애버딘주와 킨카딘주의 관할 지역을 편입하면서 크게 확장되었으며, 그램피언 (Grampian) 지역의 한 구역으로 속하게 되었다. 이에 따라 애버딘시의 영역은, 선거구별로 따지면 웨스트애버딘셔 선거구는 물론 노스앵거스 먼스 선거구도 포괄하게 되었다. 노스앵거스 먼스 선거구는 킨카딘주와 앵거스주의 일부 지역을 포괄하는 선거구로 1950년 총선부터 신설되었다.
이렇게 개편된 스코틀랜드의 행정구역 경계를 반영하여 선거구 개편 심의가 이뤄졌는데, 이 심의과정이 마무리되기 전에 1979년 총선이 치러졌다. 따라서 해당 선거는 1955년 애버딘사우스 경계조정 이래 같은 지역구로 치러진 마지막 선거였다.

#### 1983년 ~ 1997년
1983년 총선부터는 관할 투표지구를 개편해 로즈마운트, 루비즐로, 세인트클레멘츠, 세인트니컬라스, 헤이즐헤드, 홀번, 페리힐, 토리, 닉을 관할하게 되었다.
1983년 총선, 1987년 총선, 1992년 총선이 이 시기에 치러졌다. 1987년 총선에서 보수당이 탈환했다가 1992년 총선에서 다시 노동당이 재탈환한 유일한 지역구이기도 했다.
1994년 지방정부 외 (스코틀랜드)법 제정에 따라 1996년을 기해 스코틀랜드의 지방정부 지역과 지구 체계가 폐지되었고, 대신 스코틀랜드의 32개 단일 의회지역이 설치됐다. 애버딘시도 이 의회지역 중 하나가 되었으며, 도시의 공식 명칭도 애버딘시티 (Aberdeen City)로 바뀌었다.

#### 1997년부터 2005년까지
1997년 총선을 앞두고 애버딘시 전체가 3개 지역구로 분할되어, 애버딘노스, 애버딘센트럴과 함께 재설치되었다.
2001년 총선에서도 같은 지역구로 유지되었다.

## 선거 역사

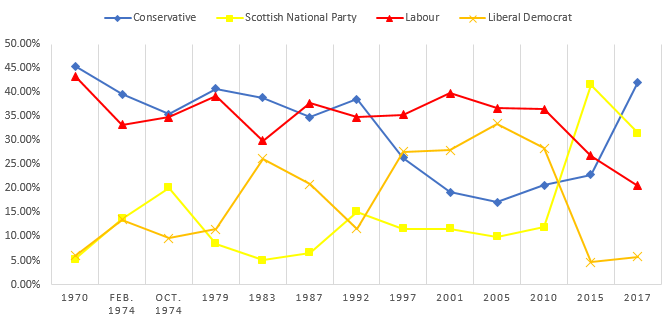
1970년 총선 이후 애버딘사우스의 각 정당별 득표율 추이

애버딘사우스는 예로부터 자유당의 표심이 강력한 선거구였으며 1918년 총선에 와서야 연합당 후보가 당선되었다. 이후 이 선거구는 1965년 연합당은 보수당과 합당할 때까지 줄곧 연합당이 차지해 왔다. 1964년 총선에서 처음으로 연합당-노동당 간의 접전이 펼쳐졌으며, 1966년 총선에서는 노동당의 도널드 듀어 후보가 처음 당선되었다. 듀어는 스코틀랜드 노동당의 대표를 맡았으며, 이후 1999년 스코틀랜드 의회 선거에서 처음으로 스코틀랜드 총리가 된다.
1970년 총선에서는 다시 보수당 후보가 당선되었으나, 1987년 총선에서 노동당이 잠깐 탈환하였다. 그 다음 선거인 1992년 총선에서 보수당이 되찾았으나, 1997년 총선에서 노동당의 압승과 함께 노동당의 앤 베그 후보가 당선되었다. 이후 2015년 영국 총선에서 처음으로 스코틀랜드 국민당의 칼럼 매케이그가 당선되었다.
2000년대에는 노동당과 자유민주당이 맞대결을 펼쳤다. 2005년 총선에서는 불과 3.2%의 격차로 노동당에 이어 2위를 기록하기도 했다. 실제로 스코틀랜드 의회 내에서 동일한 경계를 따랐던 애버딘사우스 선거구에서는 1999년부터 2011년까지 자유민주당 후보가 당선되었다. 최근 선거에서는 보수당이 상당한 선전을 이루어, 2015년 총선에서는 스코틀랜드 전역에서 득표율이 감소했음에도 불구하고 이곳만 득표율이 오르기도 했다. 2016년 스코틀랜드 의회 선거에서 보수당은 애버딘사우스 노스킨카딘 선거구에서 2위를 차지하며 득표율을 두 배 이상 높이고, 1위 스코틀랜드 국민당에 불과 8.5%의 득표율로 뒤처지는 선전을 기록했다.
2017년 총선에서는 마침내 보수당의 로스 톰슨 후보가 4,752표(10.6%)의 득표차로 스코틀랜드 국민당의 칼럼 매케이그 의원을 제치고 당선되었다.
2019년 총선에서는 톰슨 의원이 논란 끝에 재출마를 포기하였고 스코틀랜드 국민당이 다시 탈환하였다. 스티븐 플린 후보가 44.7%의 득표율로 3,990표의 득표차를 기록하며 당선되었다. 따라서 2010년대 치러진 4차례의 선거에서 3개 정당, 의원 4명이 돌아가면서 당선되었다. 특히 이 시기 당선자 중에서 어떤 후보도 50% 이상의 득표율을 확보하지 못하였는데 이는 1964년 이후 처음 있는 일이다.

## 역대 의원
| 선거 | 선거   | 의원              | 정당              |
| ---- | ------ | ----------------- | ----------------- |
|      | 1885년 | 제임스 브라이스   | 자유당            |
|      | 1907년 | 조지 에슬몬트     | 자유당            |
|      | 1917년 | 존 플레밍         | 자유당            |
|      | 1918년 | 프레데릭 톰슨 경  | 연합당            |
|      | 1935년 | 더글러스 톰슨 경  | 연합당            |
|      | 1946년 | 레이디 트위즈뮤어 | 연합당            |
|      | 1965년 | 레이디 트위즈뮤어 | 보수당            |
|      | 1966년 | 도널드 듀어       | 노동당            |
|      | 1970년 | 이안 스프로트     | 보수당            |
|      | 1983년 | 게리 말론         | 보수당            |
|      | 1987년 | 프랭크 도란       | 노동당            |
|      | 1992년 | 레이몬드 로버트슨 | 보수당            |
|      | 1997년 | 데임 앤 베그      | 노동당            |
|      | 2015년 | 칼럼 맥케이그     | 스코틀랜드 국민당 |
|      | 2017년 | 로스 톰슨         | 보수당            |
|      | 2019년 | 스티븐 플린       | 스코틀랜드 국민당 |

## 선거 결과

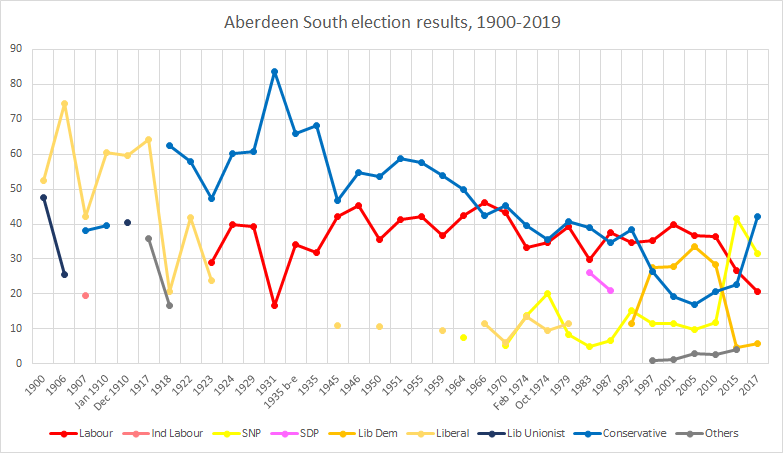
애버딘사우스의 역대 선거 결과

### 2020년대
|  | 32.8% |

|  | 24.7% |

|  | 24.4% |

|  | 6.9% |

|  | 6.3% |

|  | 3.5% |

|  | 0.9% |

|  | 0.5% |

### 2010년대
|  | 44.7% |

|  | 35.9% |

|  | 11.0% |

|  | 8.4% |

|  | 42.1% |

|  | 31.5% |

|  | 20.6% |

|  | 5.9% |

|  | 41.6% |

|  | 26.8% |

|  | 22.8% |

|  | 4.6% |

|  | 2.0% |

|  | 1.8% |

|  | 0.3% |

|  | 36.5% |

|  | 28.4% |

|  | 20.7% |

|  | 11.9% |

|  | 1.2% |

|  | 1.0% |

|  | 0.3% |

### 2000년대
|  | 36.7% |

|  | 33.5% |

|  | 17.1% |

|  | 9.9% |

|  | 1.8% |

|  | 1.0% |

|  | 39.8% |

|  | 27.9% |

|  | 19.2% |

|  | 11.6% |

|  | 1.3% |

### 1990년대
|  | 35.3% |

|  | 27.6% |

|  | 26.4% |

|  | 11.6% |

|  | 1.0% |

|  | 38.5% |

|  | 34.8% |

|  | 15.1% |

|  | 11.6% |

### 1980년대
|  | 37.7% |

|  | 34.8% |

|  | 20.9% |

|  | 6.6% |

|  | 38.9% |

|  | 29.9% |

|  | 26.2% |

|  | 5.0% |

### 1970년대
|  | 40.7% |

|  | 39.2% |

|  | 11.5% |

|  | 8.5% |

|  | 35.5% |

|  | 34.8% |

|  | 20.1% |

|  | 9.6% |

|  | 39.6% |

|  | 33.2% |

|  | 13.7% |

|  | 13.5% |

|  | 45.4% |

|  | 43.3% |

|  | 6.0% |

|  | 5.3% |

### 1960년대
|  | 46.1% |

|  | 42.5% |

|  | 11.5% |

|  | 50.0% |

|  | 42.5% |

|  | 7.6% |

### 1950년대
|  | 53.8% |

|  | 36.6% |

|  | 9.6% |

|  | 57.7% |

|  | 42.3% |

|  | 58.8% |

|  | 41.3% |

|  | 53.7% |

|  | 35.5% |

|  | 10.8% |

### 1940년대
|  | 54.8% |

|  | 45.2% |

|  | 46.7% |

|  | 42.3% |

|  | 11.0% |

### 1930년대
|  | 68.1% |

|  | 31.9% |

|  | 66.0% |

|  | 34.0% |

|  | 83.7% |

|  | 16.3% |

### 1920년대
|  | 60.8% |

|  | 39.2% |

|  | 60.1% |

|  | 39.9% |

|  | 47.3% |

|  | 29.0% |

|  | 23.7% |

|  | 58.0% |

|  | 42.0% |

### 1910년대
|  | 62.4% |

|  | 20.8% |

|  | 16.8% |

|  | 64.1% |

|  | 29.4% |

|  | 6.5% |

|  | 59.5% |

|  | 40.5% |

|  | 60.4% |

|  | 39.6% |

### 1900년대

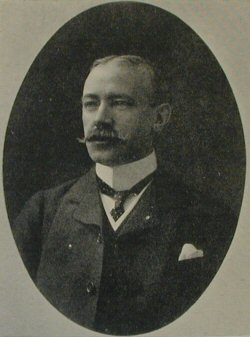
윌리엄 조지 블랙

|  | 42.3% |

|  | 38.2% |

|  | 19.5% |

|  | 74.4% |

|  | 25.6% |

|  | 52.5% |

|  | 47.5% |

### 1890년대
|  | 56.1% |

|  | 43.9% |

| 1892년 애버딘사우스 재보궐선거 |                 |        |        |        |      |      |  |
|                                |                 |        |        |        |      |      |  |
| 후보                           | 후보            | 정당   | 득표   | 득표율 | 당락 | 비고 |  |
|                                | 제임스 브라이스 | 자유당 | 무투표 | 무투표 | 당선 |      |  |
|                                | 자유당 유지     |        |        |        |      |      |  |

|  | 56.0% |

|  | 28.2% |

|  | 15.8% |

### 1880년대
| 1886년 영국 총선애버딘사우스 |                 |        |        |        |      |      |  |
|                              |                 |        |        |        |      |      |  |
| 후보                         | 후보            | 정당   | 득표   | 득표율 | 당락 | 비고 |  |
|                              | 제임스 브라이스 | 자유당 | 무투표 | 무투표 | 당선 |      |  |
|                              | 자유당 유지     |        |        |        |      |      |  |

|  | 75.8% |

|  | 24.2% |